# Tymotka alpejska
Tymotka alpejska (Phleum alpinum L.) – gatunek rośliny z rodziny wiechlinowatych. Występuje w Europie, Azji, Ameryce Północnej i Południowej. W Polsce rośnie w Sudetach i Karpatach.

## Morfologia

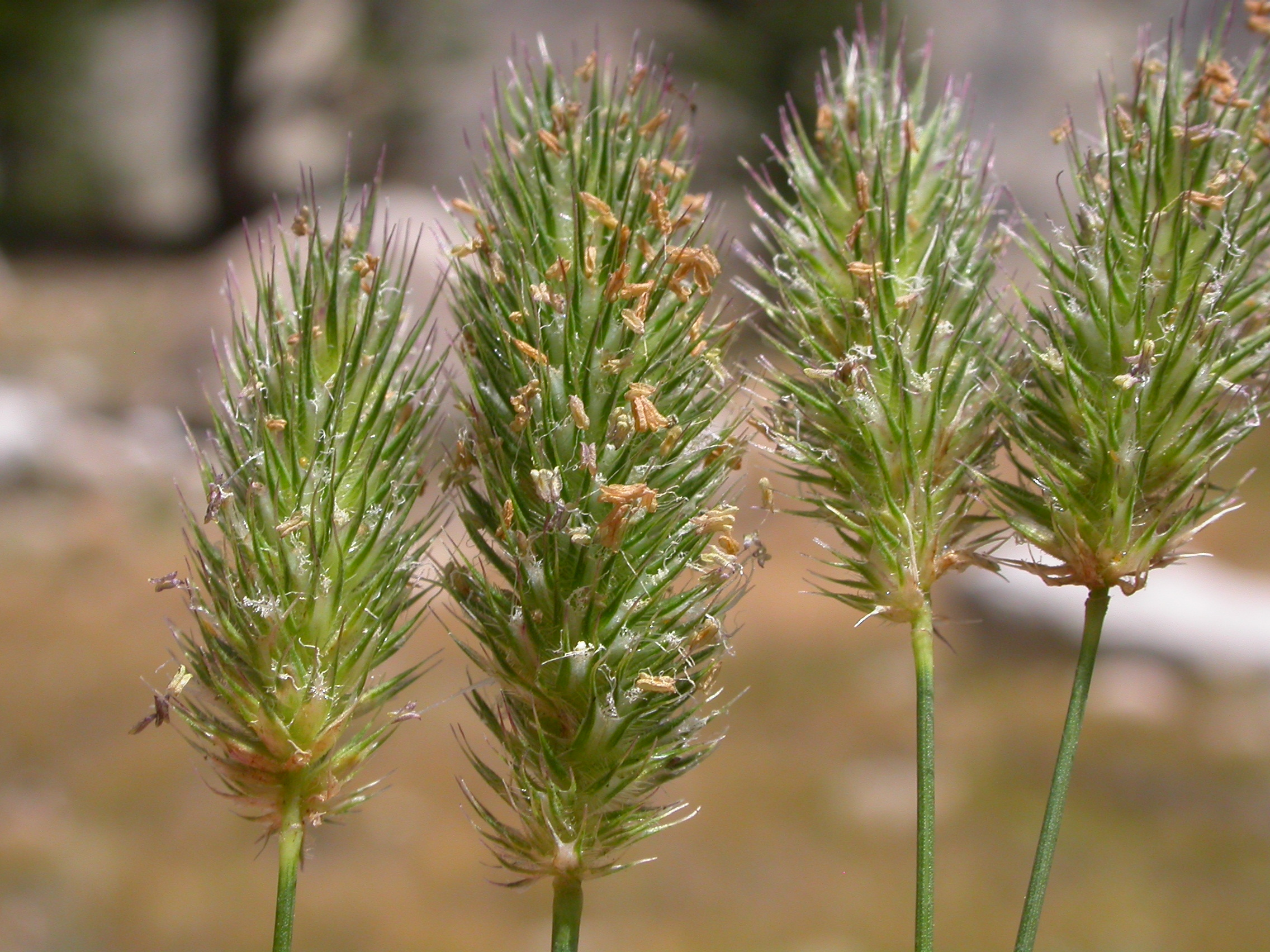
Kwiatostany

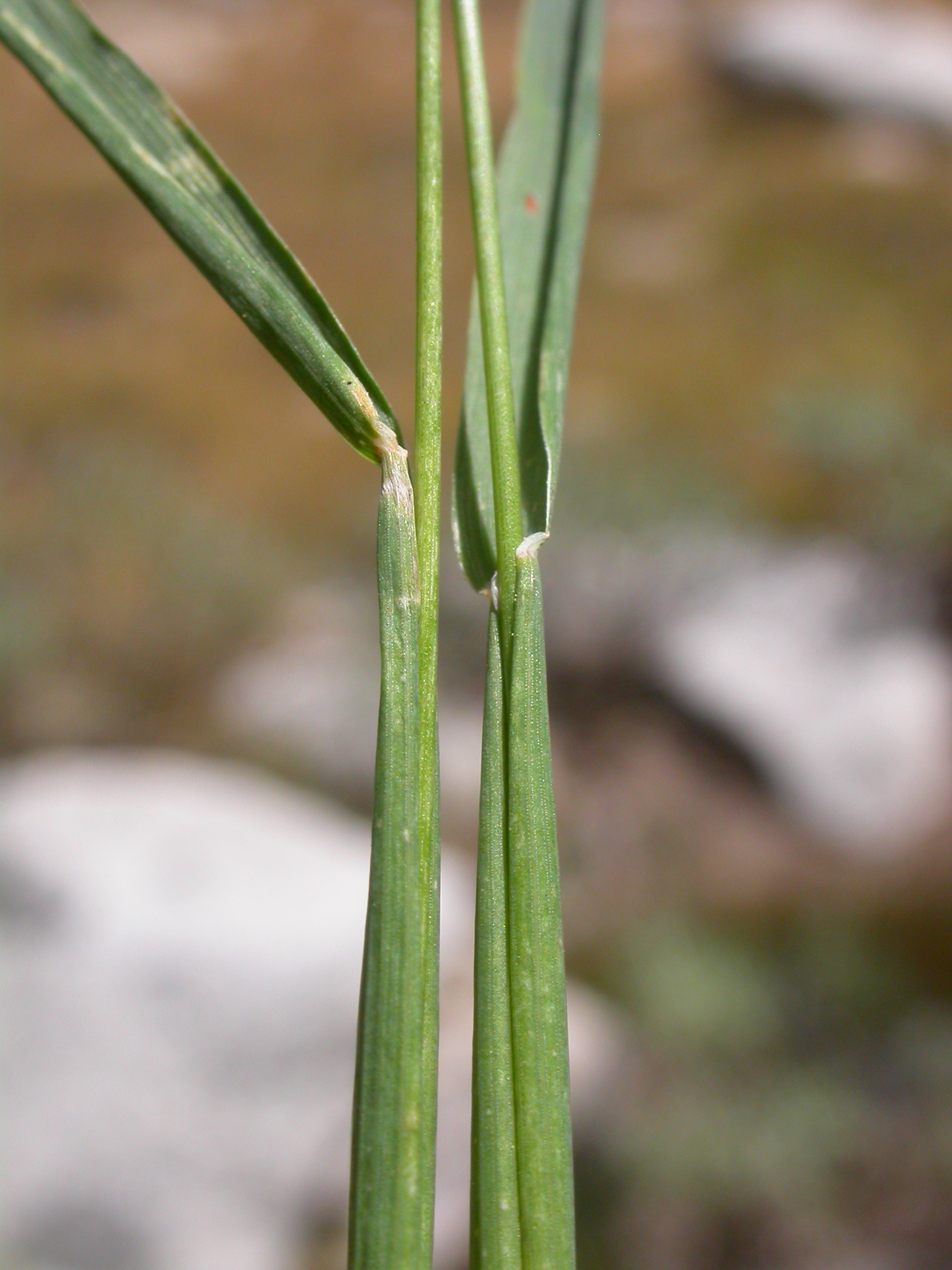
Nasada blaszki

ŁodygaŹdźbło o wysokości 10–50 cm. Pod ziemią krótkie, czołgające się kłącze.
LiścieRównowąskie, wyrastające naprzemianlegle. Charakterystyczną cechą taksonomiczną jest silnie rozdęta pochwa liściowa najwyższego liścia.
KwiatyZebrane w gęstą wiechę, swoim walcowatym kształtem bardzo przypominającą kłos. Wełnisto owłosiona wiecha ma długość 3–7 cm, jest gruba i przeważnie wybarwiona na ciemnofioletowy kolor. Gałązki wiechy bardzo krótkie, nierozdzielające się przy zgięciu, jednokwiatowe kłoski nie wystają ponad oś kwiatostanu. W każdym kwiatku dwie poprzecznie ścięte, gęsto owłosione plewy o prostej linii grzbietowej. Są jednakowej wielkości, ostre z ostką na szczycie. Plewki nie posiadają ości.

## Biologia i ekologia
- Rozwój: bylina. Kwitnie od czerwca do sierpnia.
- Siedlisko: Hale górskie, łąki, polany. Występuje od regla dolnego po piętro alpejskie.